# Cartel Sinaloa

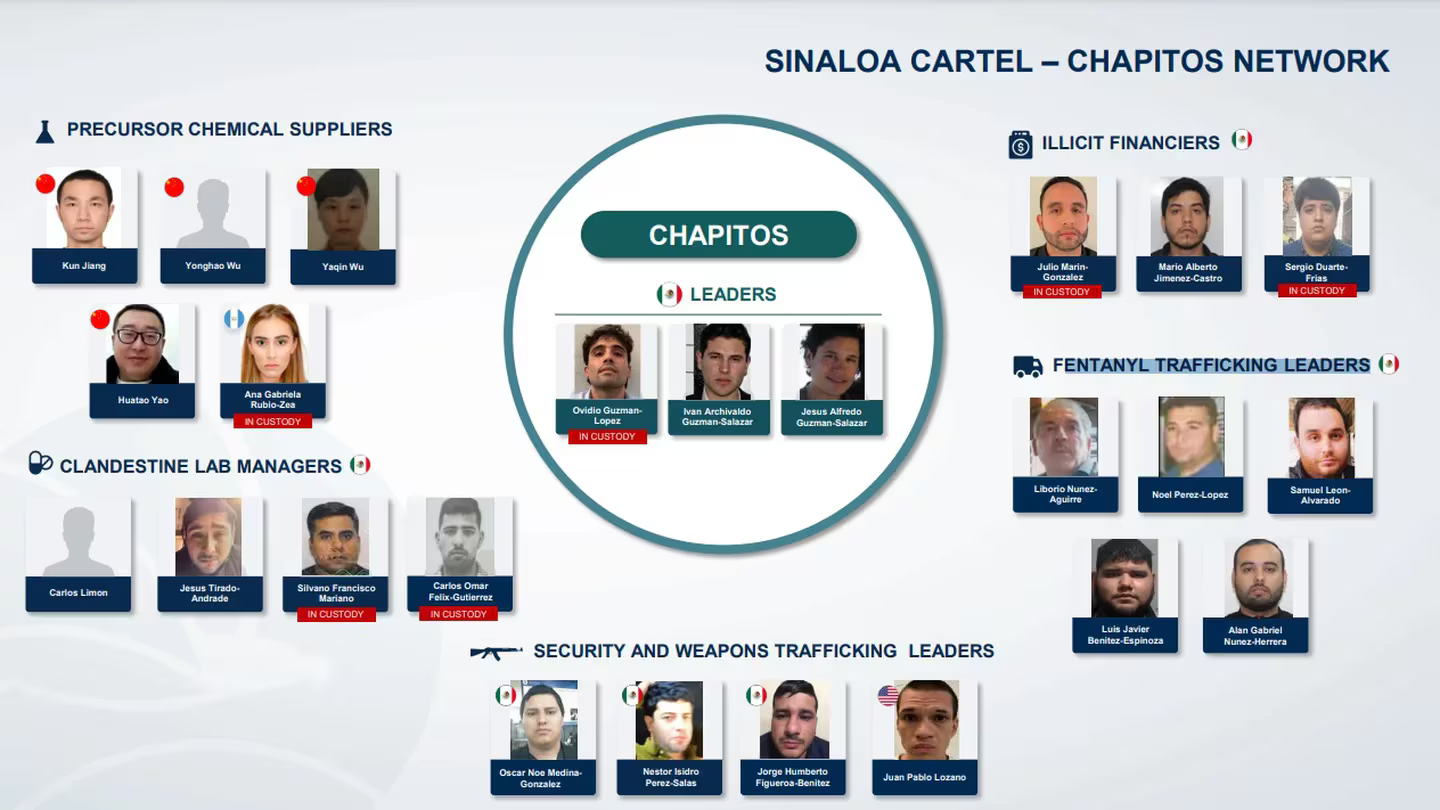
2023

Sinaloa Cartel (tiếng Tây Ban Nha: Cártel de Sinaloa), còn được gọi là Tổ chức Guzmán-Loera, Cartel Thái Bình Dương, Liên đoàn và Liên minh máu, là một đường dây buôn bán ma túy, rửa tiền và băng nhóm tội phạm quốc tế có tổ chức  được thành lập vào giữa những năm 1980. Cartel này chủ yếu có trụ sở tại thành phố Culiacán, Sinaloa, với các hoạt động tại các bang Baja California, Durango, Sonora và Chihuahua của Mexico. 'Liên đoàn' đã bị chia cắt một phần khi anh em Beltrán-Leyva tách ra khỏi Sinaloa Cartel.
Cộng đồng Tình báo Hoa Kỳ coi Sinaloa Cartel là "tổ chức buôn bán ma túy mạnh nhất thế giới"  và năm 2011, Los Angeles Times gọi đây là "nhóm tội phạm có tổ chức mạnh nhất Mexico". Sinaloa Cartel được liên kết với nhãn hiệu "Tam giác vàng", dùng để chỉ các bang Sinaloa, Durango và Chihuahua. Khu vực này là địa điểm sản xuất thuốc phiện và cần sa chính của Mexico. Theo Bộ trưởng Tư pháp Hoa Kỳ, Sinaloa Cartel đã nhập khẩu vào Hoa Kỳ và phân phối gần 200 tấn cocain và một lượng lớn heroin từ năm 1990 đến năm 2008. Theo Trung tâm tình báo ma túy quốc gia, tại Hoa Kỳ, Sinaloa Cartel chủ yếu tham gia vào việc phân phối cocaine, heroin, methamphetamine, cần sa và MDMA. Đây là nhà cung cấp fentanyl bất hợp pháp chính cho vùng Bắc Mỹ.
Tính đến  năm 2017, Sinaloa Cartel là băng đảng ma túy hoạt động mạnh nhất liên quan đến buôn lậu ma túy bất hợp pháp vào Hoa Kỳ và buôn bán chúng trên khắp Hoa Kỳ. Sau khi Joaquín 'El Chapo' Guzmán bị bắt, cartel hiện do Ismael Zambada Garcia (còn gọi là El Mayo) và các con trai của Guzman, Alfredo Guzman Salazar và Ivan Archivaldo Salazar đứng đầu.